# 基斯蘭奴

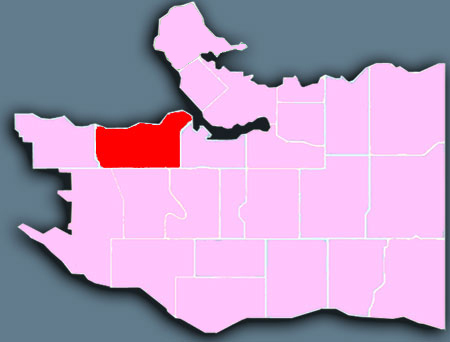
基斯蘭奴於溫哥華市內的位置

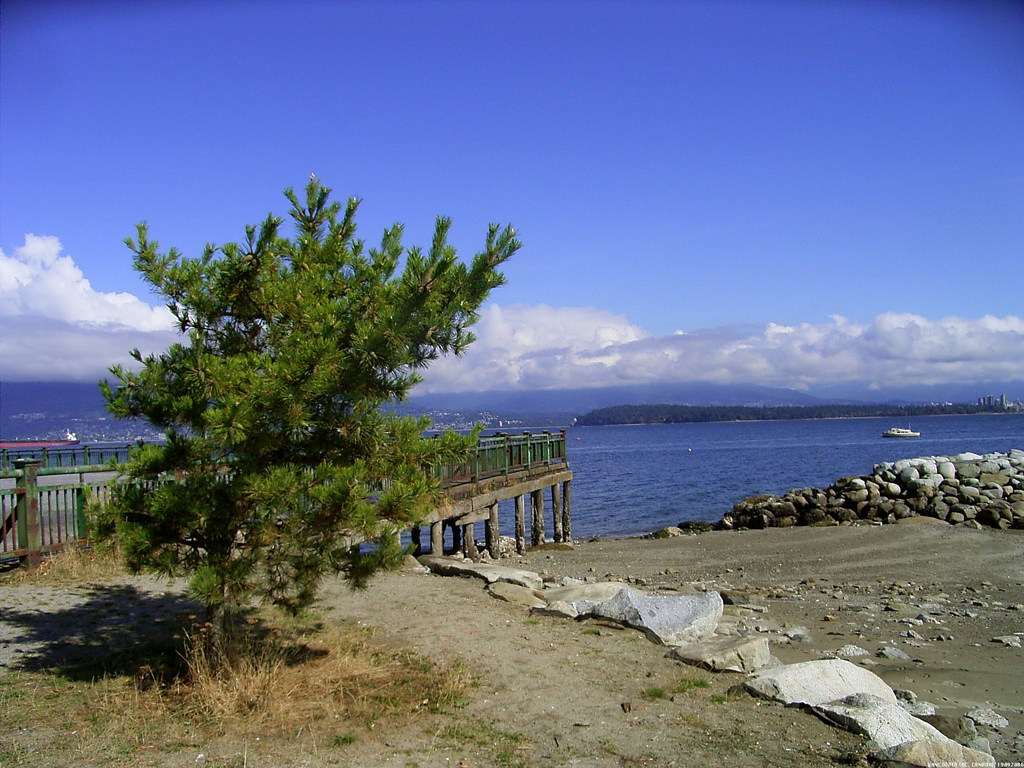
傑里科海灘

基斯蘭奴（发音为/kɪtsɨˈlænoʊ/，俗稱）是加拿大卑詩省溫哥華一個社區。基斯蘭奴北臨英吉利灣南岸的基斯蘭奴海灘和傑里科海灘，南至西16街，東西則分別以布勒街和亞馬街為界。基斯蘭奴以史誇米希族的基斯蘭奴酋長為名。
20世紀初期，介乎布勒街與亞馬街之間的土地還未被開發，仍是一個森林，夏季吸引大批溫哥華市的居民到此度假。現特拉法加街以東一帶的大地主加拿大太平洋鐵路公司後來開始發展該區，而卑詩電力鐵路公司的電車綫和布勒橋相繼開通後，更刺激基斯蘭奴的發展，但該區還要到1940年代後期才全面開發。二戰後區内多座獨立屋被業主改成公寓出租，吸引不少大學生和年輕家庭遷入該區。

## 人口數據
2006年基斯蘭奴有40,595名居民，較2001年上升2.5%。19歲以下的居民佔區内居民總數12.6%，20至39歲居民佔45.3%，40至64歲居民佔33.1%，而65歲或以上的居民則佔9.1%。區内居民有75.0%以英語為母語，其次為中文（4.5%）和法語（3.2%）。區内家庭入息中位數為$53,455，而21.3%居民為低收入戶。失業率為4.2%。

## 外部連結
- （英文） Kitsilano（页面存档备份，存于）－溫哥華市政府網站 基斯蘭奴社區頁面